# Manzanares el Real
Manzanares el Real é um município da Espanha na província e comunidade autónoma de Madrid, de área 128,4 km² com população de 6612 habitantes (2007) e densidade populacional de 44,83 hab/km².

## Demografia
| Variação demográfica do município entre 1991 e 2004 | Variação demográfica do município entre 1991 e 2004 | Variação demográfica do município entre 1991 e 2004 | Variação demográfica do município entre 1991 e 2004 |
| --------------------------------------------------- | --------------------------------------------------- | --------------------------------------------------- | --------------------------------------------------- |
| 1991                                                | 1996                                                | 2001                                                | 2004                                                |
| 2340                                                | 3087                                                | 4547                                                | 5713                                                |